# Enope tolumnensis
Enope tolumnensis is een beervlinder uit de familie van de spinneruilen (Erebidae). De wetenschappelijke naam van de soort is, als Trichela tolumnensis, voor het eerst geldig gepubliceerd in 1853 door Gottlieb August Wilhelm Herrich-Schäffer.